# Pierre Marsaud
Pour les articles homonymes, voir Marsaud.
Pas d'image ? Cliquez ici

a Compétitions nationales et continentales officielles uniquement.

Pierre Marsaud, né le 4 décembre 1933 aux Quatre Routes du Lot, est un joueur français de rugby à XV (1,76 m pour 90 kg) jouant au poste de pilier.

## Carrière de joueur

### En club
- CA Brive
- SC Tulle
- Groupe sportif figeacois

## Palmarès

### En club
Avec le CA Brive
- Champion de France de première division :
  - Vice-champion (1) :  1965